# Vincenzo Arangio-Ruiz
Vincenzo Arangio-Ruiz (Nápoles, 7 de mayo de 1884–Roma, 2 de febrero de 1964) fue un jurista, académico y político italiano.

## Biografía
Hijo de Gaetano Arangio-Ruiz, profesor de Derecho constitucional, nació en Nápoles en 1884. Se graduó en 1904 y en 1907 obtuvo su primer puesto universitario en la Universidad de Camerino, para pasar luego a la Universidad de Perugia. Posteriormente pasaría por las universidades de Cagliari, Messina y Modena. En 1925 estuvo entre los firmantes del Manifiesto de los intelectuales antifascistas de Benedetto Croce.
Fue catedrático de Derecho Romano en la Facultad de Jurisprudencia de la Universidad Federico II de Nápoles y decano de la misma de 1943 a 1945. También enseñó en la Universidad La Sapienza de Roma. Alumnos suyos fueron Mario Talamanca y Feliciano Serrao. 
Antifascista y liberal obtuvo, entre otros, los cargos de ministro de Justicia en el Gobierno Badoglio II (primer gobierno de unidad nacional) y ministro de Instrucción Pública durante el III mandato Bonomi y en el gobierno Parri.
Gracias a su descubrimiento en un mercadillo egipcio de un papiro que contenía fragmentos de las Institutiones de Gayo, se pudo completar una de las partes perdidas de esta obra obtenidas de un palimpsesto encontrado en 1817 en una biblioteca de Verona. Se trataba de la parte relativa a la copropiedad (Consortium ercto no cito).
Sus escritos más importantes de Derecho Romano (que aún se estudian en las universidades italianas) son:  
- Historia del Derecho Romano (1937);
- Instituciones de Derecho Romano (1957).

Fue presidente de la Unión Nacional para la Lucha contra el Analfabetismo y presidente del Cuerpo Nacional de Jóvenes Exploradores Italianos (CNGEI) entre los años  1954 y 1962.
El 16 de abril de 1956 se convierte en miembro de la Academia de las ciencias de Turín.
Falleció en 1964, a los 79 años, a causa de una enfermedad pulmonar.